# Аффальтербах
Аффальтербах (нем. Affalterbach) — община в Германии, в земле Баден-Вюртемберг. 
Подчиняется административному округу Штутгарт. Входит в состав района Людвигсбург.  Население составляет 4558 человек (на 31 декабря 2010 года). Занимает площадь 10,15 км².
В городе находится штаб-квартира Mercedes-AMG.